# Жукотин (Самбірський район)
Жу́котин — село в Україні, у Самбірському районі Львівської області. Населення становить 656 осіб. Орган місцевого самоврядування — Турківська міська рада.

## Про назву села
Колись у Карпатах проживали давні булгари, предки сучасних чувашів, тому, можливо, назва села має булгарське походження. В чуваській мові є слово çăка «липа». Лип в селі багато, тому така гіпотеза має під собою підстави, тим більше, що відоме історичне чуваське місто тої самої назви Тепер чуваші заселяють місця, далекі від Жукотина, але їхні предки залишили в Західній Україні після себе назви багатьох населених пунктів, таких, як, наприклад, Верин, Хирів, Гавареччина, Кимир, Кукезів, Куткир, Якторів та багато інших.

## Церква
Дерев'яний храм Собору Пресвятої Богородиці, зведений у бойківському стилі, постав у селі 1870 року. Але 14 вересня 1939 року церкву, розташовану посеред села на високому горбі, разом з усім Жукотином спалили поляки. Згодом у 1942 році сучасний храм відбудували місцевий майстер Дмитро Лехновський та його помічник Федір Будз. У 1961–1989 роках дерев'яна сільська церква стояла замкненою через заборону радянської влади. Після відкриття храм переосвячений на церкву святого Пантелеймона.

## Відомі люди
У селі народилися:
- Омелян Бачинський — український театральний актор і режисер.
- Будз Володимир Іванович — директор ТОВ «Тернопільоблгаз»
- Теофіль Калинич — парох Української Греко-Католицької Церкви.
- Лехновський Павло Павлович - Заслужений журналіст України